# 瑙勒河
51°30′42.9″N 9°4′32.15″E / 51.511917°N 9.0755972°E
瑙勒河（德語：Naure），是德國的河流，位於該國西部，處於北萊茵-威斯特法倫州，屬於迪默爾河的左支流，河道全長8.7公里，河畔城鎮有瓦爾堡。